# Montceaux-Ragny
Montceaux-Ragny è un comune francese di 45 abitanti situato nel dipartimento della Saona e Loira nella regione della Borgogna-Franca Contea.

## Società

### Evoluzione demografica
Abitanti censiti